# Копршива, Давид
Давид Копршива (чеш. David Kopřiva; род. 18 октября 1979, Прага) — чешский гребец, серебряный призёр летних Олимпийских игр 2004 года.

## Карьера
В 2004 году в Афинах завоевал серебряную медаль в гребле в парной четверке, вместе с ним гребли Якуб Ганак, Томаш Карас и Давид Йирка.